# Miraże
Miraże (ang. Mirage) – powieść obyczajowa autorstwa amerykańskiej pisarki egipskiego pochodzenia, Soheir Khashoggi, wydana w roku 1996.

## Fabuła
Powieść, podzielona na części i rozdziały, rozpoczyna się prologiem, które akcja rozgrywa się w bliżej nieokreślonym roku lat 90. Jenna Sorrell, psycholog i działaczka na rzecz poprawy życia kobiet muzułmańskich, wygłasza wywiad w programie Barry'ego Manninga. Jest śledzona przez agentów Urzędu Imigracyjnego, którzy wieczorem aresztują ją i zabiorą do biura w Nowym Jorku.
Jenna ukrywa swoją prawdziwą tożsamość. Jest naturalizowaną amerykanką, lecz naprawdę jest pochodzenia egipskiego. By ukryć swoją prawdziwą tożsamość, dokonała operacji plastycznych, zmieniła też kolor włosów i stosowała soczewki, które zmieniły jej kolor oczu z brązowego na zielony. Naprawdę nazywa się Amira Badir.
Kolejne rozdziały opowiadają losy małej Amiry. Jest córką ważnej postaci w mieście al-Remal. Od wczesnego dzieciństwa jest przygotowywana na to, że w przyszłości ma być posłuszną żoną. Jej marzeniem była tymczasem edukacja i podróże, czyli te rzeczy, które dla kobiet w Islamie były surowo zakazane. Jej marzenia podsycały ważne osoby w jej życiu – brat Malik i córka innego miejskiego bogacza Laila, niania Vandebeek czy wreszcie matka Jihan.
W młodości Amira jest świadkiem strasznego sposobu traktowania kobiet w jej kraju. Mając 13 lat odbiera poród Laili, która została skazana na śmierć za cudzołóstwo. Jej kochankiem był Malik, brat Amiry. Następnego dnia ogląda scenę ukamienowania Laili. Jej brat podejmuje pracę za granicą i nie może być przy niej zbyt często, pomaga jej natomiast w nauce, dając jej podręczniki i ucząc ją. Jej nauczycielką jest też niania Vandebeek. Tymczasem dochodzi do kolejnej tragedii, jej matka Jihan popełnia samobójstwo, wcześniej prosząc, by Amira zrobiła wszystko, by miała lepsze od niej życie. Wreszcie zostawia ją i niania.
Muzułmanki muszą nosić czador, tj. ich ciało musi być niemalże całe zakryte, z wyjątkiem twarzy i dłoni. Noszą go od rozpoczęcia dojrzewania do końca życia. Gdy Amira dojrzewa, a wyrasta na piękną kobietę, jej ojciec Omar znajduje dla niej męża. Jest nim sam książę al-Remal, Ali Rashad. Niedługo po ślubie, rodzi się ich dziecko Karim.
Ali z początku wydaje się być troskliwym i opiekuńczym mężem. Takim jest za dnia, ale w nocy ją zostawia, pochłania go hazard i alkohol. Jest też agresywny. Z czasem uprawia seks z żoną tylko, pod wpływem alkoholu, i zadaje jej tym samym dużo bólu, właściwie ją gwałcąc. Jednej nocy, Amira jest nawet świadkiem, jak jej mąż morduje gościa w ich domu. Niedługo później bije ją tak dotkliwie, że czyni swą żonę bezpłodną. Równocześnie Amira nawiązuje romans z francuskim lekarzem, Philippe'em. Razem tworzą plan ucieczki od Alego, który wkrótce realizują. Z pomocą grupy bojowników, dowodzonej przez kobietę Darię, Philippe wydostaje Amirę z synem z hotelu, w którym przebywała z mężem. Następnie odwozi ją za granicę al-Remal, około 1978 roku. Niedaleko Kars w Turcji przejmuje ją zakonnik i misjonarz, Ojciec Piotr. Philippe obiecuje Amirze, że spotkają się wkrótce we Francji lub Stanach Zjednoczonych. Było to jednak kłamstwo. Philippe ginie w wypadku, który – jak wyjaśnił Amirze, już w Nowym Orleanie, prawnik Philippe'a Maurice Cheverny – spowodował umyślnie. Był chory na zaawansowany nowotwór trzustki, a tylko w ten sposób, czyli poświęcając własne życie, mógł uratować Amirę i Karima. W mediach podano, że w wypadku zginęła cała trójka, lecz ani Malik, ani Ali nigdy w to nie uwierzyli.
W kolejnej części powieści Karim jest już nastoletnim chłopcem. Amira zmieniła nazwisko na Jenna Sorrell i dokonała operacji plastycznych, by ukrywać swoją prawdziwą osobowość. Nie wie o tym nikt, nawet jej syn. Ukończyła studia i jest z zawodu psychologiem. Mieszka w Bostonie i prowadzi tu klinikę psychologiczną. Zaprzyjaźnia się z Carolyn Chandler, a jej syn Karim z córką Carolyn – Joshem. Prowadzi spokojne życie, aż do momentu, gdy słyszy w telewizji, że Genevieve Badir (żona Malika) umiera w wypadku. Postanawia napisać do Malika.
Wypadek Genevieve był w rzeczywistości zabójstwem dokonanym przez męża Laili, kochanki Malika. Jest to jego zemsta na Maliku za splugawienie jego żony, a także część planu Alika, by dotrzeć do Amiry. Niedługo później dochodzi do zamachu na Malika, w wyniku którego zostaje ranny i amputują mu jedną rękę. Tymczasem Jenna odnajduje córkę Malika Lailę i przez przypadek zapoznaje się z nią. Dziewczyna ma dużo problemów, brakuje jej przyjaciół, ma słaby kontakt z ojcem, pada ofiarą gwałtu. W przeżyciu tych wszystkich kryzysów pomaga jej Jenna, nie przedstawiając kim jest naprawdę. Karim wchodzi w okres dojrzewania, bunt młodzieńczy bardzo oddala go od matki.
Przez dłuższy czas Jenna pozostaje samotna. Jej pierwszym związkiem od czasu Philippe'a jest piosenkarz Travis Haynes. Ich związek nie trwa długo. Gdy przebywa w szpitalu, opiekując się ciężko pobitą przez męża Carolyn, poznaje Brada Pierce'a, który odwiedza z kolei umierającą na raka żonę. Niedługo później zakochują się w sobie i tworzą udany związek. Po śmierci Abigail Pierce, Jenna zakłada fundację jej imienia, wspierającą kobiety maltretowane przez mężów.
Porwanie Jenny przedstawiony na początku powieści okazuje się być zaaranżowanym przez jej brata Malika. Spotykają się po ponad 10 latach. Malik prosi Jennę, by wyleczyła Lailę z ciężkiej depresji w jaką wpadła. W trakcie leczenia Jenna wyznaje siostrzenicy swoją prawdziwą osobowość. To samo powtarza przez telefon Bradowi, z którym się pokłóciła. W jedną z nocy, które Jenna spędza w rezydencji Malika, do środka włamuje się Ali Rashad, który odnalazł w końcu zbiegłą żonę. Chce uprowadzić Jennę. Próbę ratunku podejmuje Malik, lecz nie mając jednej ręki, nie może obronić się przez sprawnym Alim. Jenna odnajduje w domu pistolet i zabija Alego.
Od początku Malik przedstawia się jako zabójca Alego. Rozprawa bardzo pogarsza stan Jenny. Zgodnie z sugestią Laili, wyznaje Karimowi przez telefon prawdę na temat swojej osobowości. Karim dowiaduje się nie tylko, że jest synem remalskiego księcia, ale też że zabiła go jego własna matka. Nie chce dłużej znać Jenny. Propaganda publiczna ukazuje Alego jako nieszczęśliwego i romantycznego księcia, zaś oskarżonego o morderstwo Malika jako bezdusznego miliardera, który uważa, że stoi ponad prawem. Jenna postanawia nie dopuścić do skazania brata i w telewizyjnym show wyznaje całą prawdę na temat swojej prawdziwej tożsamości, ucieczki od Alego i zabicia go. Zostaje oskarżona o nieumyślne spowodowanie zabójstwa i wychodzi na wolność. Przyjmuje oświadczyny Brada Pierce'a. Także Laila znajduje swojego partnera – żeglarza Dave'a Christiansena. Karim Rashid wyjeżdża do al-Remal, gdzie jest witany jako prawowity książę.

## Czas i miejsce akcji
Większość fabuły rozgrywa się w fikcyjnym egipskim mieście al-Remal, z początku w domu Omara Badira, później w pałacach rodu królewskiego Rashid. Dorosła Amira dużo podróżuje z mężem, na kartach powieści odkrywamy m.in. Paryż, Londyn, Stambuł, Aleksandrię czy Nowy Jork. Prolog i zakończenie akcji ma miejsce około roku 1995, ale w środkowych rozdziałach książki odkrywamy życie Amiry od 1961 roku do początków lat 80.

## Bohaterowie
- Amira Rashid (zd. Badir)/Jenna Sorrell – główna bohaterka powieści. Pochodzi z zamożnej rodziny, mieszka w al-Remal w Egipcie. Urodziła się około 1954 roku. Od najmłodszych lat marzy o światowym życiu, podróżach i karierze naukowej, jednocześnie zdając sobie sprawę z tego, że do końca życia będzie mieszkała w al-Remal, a jej przeznaczeniem jest bycie posłuszną żoną i niczym ponad to. Będąc nastolatką, podejmuje ryzyko uratowania córki swojego brata i Laili. Robi też inne zakazane rzeczy, np. tańczenie przy zachodniej muzyce rock and roll czy jazda autem w przebraniu chłopca. Lubi się uczyć, ma naturalny talent do zdobywania wiedzy. Gdy jest już dorosła, na swoją specjalizację obiera psychologię. Po ucieczce od męża Alego, mieszka w Nowym Jorku razem z synem, kończy studia i zarabia jako psycholog. Z czasem działa na rzecz emancypacji kobiet w krajach arabskich i zakłada fundację na rzecz kobiet maltretowanych przez mężów.
- Ali Rashid – książę al-Remal, na co dzień troskliwy mąż, w rzeczywistości sadysta, alkoholik, hazardzista, a nawet morderca.
- Malik – starszy o dwa lata brat Amiry, po studiach podejmuje pracę w Marsylii u armatora Onasisa, później prowadzi własne interesy. Od zawsze przyjaźni się z Lailą i u progu dorosłości płodzi z nią córkę, którą nazwał Laila, na pamiątkę ukamienowanej matki. W latach 80. zostaje miliarderem.
- Karim – syn Amiry i Alego, wychowuje się w Bostonie. W okresie dojrzewania rozwija się u niego zainteresowanie kulturą arabską. Gdy dowiaduje się, już jako dorosły mężczyzna, że jego ojcem był remalski książę, wyjeżdża do tego kraju.
- Laila – córka bogacza remalskiego, znajomego Omara Badira. Jest zadowolona z męża, jakiego dla niej wybrali, ale nie może się oprzeć Malikowi i wchodzi z nim w nielegalny związek. Sprawa wydała się za sprawą jej ciąży. Zostaje stracona przez ukamienowanie w więzieniu al-Masagin.
- Laila (córka Malika) – otrzymuje imię po straconej przez ukamienowanie matce. W okresie dojrzewania przeżywa dużo problemów, z pomocą Jenny wyrasta jednak na szczęśliwą kobietę.
- Jihan – pierwsza żona Omara Badira, matka Laili i Malika. Jest dobrą żoną, a jej małżeństwo z Omarem jest udane, mimo tego, że raz mąż próbuje ją zgwałcić. Po tym wydarzeniu Omar podejmuje drugą żonę, a Jihan popada w depresję. Amira próbowała jej pomóc, ale bez skutku. Leczenie lekami też nie przyniosło efektu. W końcu Jihan popełnia samobójstwo przez przedawkowanie ów leków.
- Omar Badir – zamożny mieszkaniec al-Remal, ma dwie żony – Jihan, z którą ma dzieci Malika i Amirę, oraz drugą, z którą płodzi Yusefa. Umiera koło 1990 roku.
- Um Yusef – druga żona Omara, rodzi mu syna Yusefa (Um Yusef znaczy dosłownie Matka Yusefa, tak określa się kobiety muzułmańskie).
- Farid – kuzyn Malika, pomaga Amirze w nauce. Na początku lat 90. wyjeżdża do Stanów, gdzie pomaga kuzynostwu Malikowi i Amirze, wówczas już Jennie Sorrell.
- Najla Badir – zrzędliwa siostra Omada Badira.
- Panna Vandebeek – z pochodzenia Holenderka, niania Amiry, która uczy ją podstawowej wiedzy z ogólnego zakresu.
- Philippe Rochon – francuski lekarz, przyjaciel rodu Rashidów. Skryty kochanek Amiry, pomaga jej w ucieczce z Egiptu. Celowo powoduje wypadek samochodowy, w którym ginie, by upozorować śmierć jego wraz z Amirą i Karimem.
- Munira – siostra Alika Rashida, jest starą panną, obrażoną na wszystkie kobiety, które łączą w sobie inteligencję i urodę – ona odznacza się tylko pierwszą z tych cech.
- Zeinab – pulchna siostra Alika Rashida, z początku niechętnie nastawiona do Amiry, po narodzinach Karima zmienia do niej stosunek.
- Ahmad – kuzyn Alika Rashida, po śmierci ojca zostaje królem al-Remal.
- Abdallah – mąż Laili, w ramach zemsty zabija żonę Malika Genevieve, pozorując wypadek.
- Faiza – matka Alika Rashida, znana z tego, że sama wybiera kochanków dla swojego męża, króla al-Remal. Jest kobietą władczą, chłodna w stosunku do Amiry.
- Um Salih – akuszerka, która pomaga Laili w porodzie córki, a później wychowuje ją w pierwszych latach życia. Jej prawdziwy syn umiera jako niemowlę. Umiera ok. 1985 roku.
- Genevieve Badir – Europejka, żona Malika. Ich związek nie został zaakceptowany przez Omara Badira, dlatego Malik kłóci się z ojcem i godzi się z nim, dopiero gdy ten jest umierający. Ginie w zamachu zaplanowanym przez Abdallaha, upozorowanym na wypadek, około 1986 roku.
- Daria – bojowniczka z Iraku, pomaga Amirze w ucieczce od Alego.
- Ojciec Piotr – misjonarz w krajach Afryki Północnej, zakonnik. Pomaga Amirze w ucieczce od Alego. Umiera na gorączkę około 1987 roku.
- Maurice Cheverny – adwokat Philippe'a Rochona, umiera ok. 1988 roku.
- Travis Haynes – piosenkarz o niewielkiej sławie, kochanek Jenny. Po rozstaniu z nią zostaje prawdziwą gwiazdą.
- Brad Pierce – kochanek a później narzeczony Jenny.
- Carolyn Chandler – przyjaciółka Jenny, maltretowana przez męża. Jenna chce jej pomóc, lecz ta na to nie pozwala. Około 1988 roku w wyniku pobicia popada w trwałą śpiączkę. Inspiruje to Jennę do założenia fundacji na rzecz kobiet molestowanych przez mężów.
- Abigail Pierce – zmarła na raka żona Brada, działaczka społeczna. Umiera w tym samym czasie, co Carolyn zapada w śpiączkę. Fundacja założona przez Jennę i Brada otrzymuje jej imię.
- Cameron Chandler – znęcający się nad żoną mąż Carolyn.
- Josh Chandler – przyjaciel Karima, syn Carolyn i Camerona.
- Jacqueline – dziewczyna Karima, jej ojciec jest Egipcjaninem i profesorem arabistyki.
- Dave Christiansen – prosty kapitan jachtu kochający to, co robi. Późniejszy chłopak Laili Badir.